# Johan Arendt Bellman (1664–1709)
Johan Arendt Bellman, född (döpt 7 februari) 1664 i Stockholm, död där den 28 november 1709, var en svensk universitetslärare och musiker. 

## Biografi
Bellman var elev vid Tyska skolan och utmärkte sig tidigt som sångare och virtuos på flera instrument. Han anställdes redan som 15-årig skolyngling i Karl XI:s hovkapell. Vid Karl XI:s kröning i Uppsala 1675 framträdde han och sjöng solo.  Han skrev både på både svenska och latin.
Bellman var musikstipendiat under rector cantus Harald Vallerius 1680–1691 och var på förslag att efterträda denne. Samtigt undervisade han välborna söner i musik. Under en utlandsresa inköpte han 1699 en nyligen utgiven lutbok och 1698 en citrinchen som sonsonen Carl Michael kom att ärva. Som professor var han preses för Georgius Isaaci Vallerius dissertation De antiqua et medii aevi musica 1706.
Bellman blev student vid Uppsala universitet 1678, filosofie magister där 1691, och efterträdde Petrus Lagerlöf som professor i romersk vältalighet och poesi 1699. Han var universitetets rektor 1704.

### Familj
Bellman var farfar till skalden Carl Michael Bellman och son till skräddarmästaren Martin Casten Bellman.
Han var gift med Catharina Elisabet Daurer (1688–1709), dotter till sekreteraren i guvernementet över drottning Kristinas underhållsländer Jakob Daurer (1649–1713) och hans hustru Catharina von Santen (1665–1743).